# Солодких снів, Місяцю
«Солодких снів, Місяцю» (англ. «Good Night, Moon») — науково-фантастична новела Брюса Стерлінга та Руді Ракера. Уперше вона була опублікована в онлайн-журналі Tor.com 13 жовтня 2010 року.

## Синопсис
Сюжет оповідання розгортається в майбутньому, де індустрія розваг перетворилася в сни. У кафе два режисери обговорюють наступний епізод свого серіалу «Повторюваний кошмар Скакена», в той час, як Місяць зник

## Реакція
Корі Докторов з Boing Boing назвав «Солодких снів, Місяцю» "божевільною, кумедною, скаженою історією". 
Чарлі Джейн Андерс з Io9 сказала, що вважає новелу "дивною, тривожною і дуже цитованою". Лоїс Тілтон з Locus Online назвала твір "божевільним, веселим і дотепним препаруванням голлівудських тенденцій", але зазначила, що "тут є і жорстокість, безсердечне середовище, яким керують самозакохані люди". Боб Блаф з Tangent Online сказав: "Це досить легке трактування цікавої концепції, яке не раз змушувало мене сміятися вголос".